# Де Оливейра, Вандерсон (боксёр)
Вандерсон де Оливейра (порт. Wanderson de Oliveira; род. 26 марта 1997, Рио-де-Жанейро, штат Рио-де-Жанейро, Бразилия) — бразильский боксёр-любитель, выступающий в лёгкой, в первой полусредней, в полусредней, и в первой средней весовых категориях. Член национальной сборной Бразилии по боксу, участник Олимпийских игр 2020 года, бронзовый призёр чемпионата мира (2023), Панамериканский чемпион (2022), чемпион Южноамериканских игр (2018), бронзовый призёр чемпионата мира среди военнослужащих (2021), чемпион Бразилии, многократный победитель и призёр международных и национальных турниров в любителях.

## Биография
Вандерсон де Оливейра родился 26 марта 1997 года, в городе Рио-де-Жанейро, в штате Рио-де-Жанейро, в Бразилии.

## Любительская карьера

### 2017—2019 годы
В 2017 году стал чемпионом Бразилии в лёгком весе.
И после в августе участвовал на чемпионате мира в Гамбурге (Германия), где он в 1/8 финала соревнований по очкам (0:5) проиграл опытному французу Софьяну Умиа, — который в итоге стал чемпионом мира 2017 года.
В июне 2018 года стал чемпионом Южноамериканских игр в Кочабамба (Боливия), в весе до 60 кг, в финале по очкам (5:0) победив венесуэльца Луиса Анхеля Кабрера.
В сентябре 2019 года участвовал на чемпионате мира в Екатеринбурге (Россия), в весе до 63 кг, где он в четвертьфинале по очкам (0:5) проиграл опытному индийскому боксёру Манишу Каушику, — который в итоге стал бронзовым призёром чемпионата мира 2019 года.

### 2021—2023 годы
В 2021 году прошёл квалификацию на Олимпийские игры 2020 года, и в июле 2021 года стал участником на Олимпийских играх в Токио (Япония), в весе до 63 кг, где он последовательно одержал победы над сирийским беженцем Виссамом Саламаном и опытным белорусом Дмитрием Асановым, но в четвертьфинале по очкам (1:4) проиграл опытному кубинцу Энди Крусу Гомесу, — который в итоге стал Олимпийским чемпионом 2020 года.
В конце сентября 2021 года стал бронзовым призёром на 58-м чемпионате мира среди военнослужащих в Москве (Россия) проведённого под эгидой Международного совета военного спорта, в полуфинале раздельным решением судей (2:3) спорно проиграв белорусскому боксёру Дмитрию Асанову, — который в итоге стал чемпионом мира среди военнослужащих 2021 года.
В ноябре 2021 года участвовал на чемпионате мира в Белграде (Сербия), в весе до 67 кг, где он последовательно одержал три победы, в том числе над опытным украинцем Виктором Петровым, но опять в четвертьфинале по очкам (0:5) проиграл американскому боксёру Омари Джонсу, — который в итоге стал серебряным призёром чемпионата мира 2021 года.
В марте 2022 года стал победителем на 13-м Панамериканском чемпионате в весе до 67 кг, который прошёл в Гуаякиле (Эквадор), где он в финале победил мексиканца Мигеля Мартинеса.
В мае 2023 года, в Ташкенте (Узбекистан) стал бронзовым призёром чемпионата мира, в весе до 71 кг. Где он в 1/16 финала соревнований по очкам раздельным решением судей (4:3) победил боксёра из Кыргызстана Нурадина Рустамбека уулу, затем в 1/8 финала по очкам раздельным решением судей (4:3) победил белоруса Александра Радионова, в четвертьфинале по очкам единогласным решением судей (5:0) победил грузина Эскерхана Мадиева, но в полуфинале по очкам раздельным решением судей (1:4) проиграл опытному узбекскому боксёру Саиджамшиду Джафарову, — который в итоге стал серебряным призёром чемпионата мира 2023 года.